# Inna Makarova
Inna Vladimirovna Makarova (in russo И́нна Влади́мировна Мака́рова?; Tajga, 28 luglio 1926 – Mosca, 25 marzo 2020) è stata un'attrice sovietica, dopo il 1990 russa.

## Biografia
Figlia di dipendenti del comitato radiofonico di Novosibirsk, crebbe nella stessa città siberiana dove già in quarta elementare si iscrisse a una scuola di recitazione.
Durante la Grande guerra patriottica, insiema ai suoi compagni del gruppo teatrale, viaggiò per gli ospedali visitando i feriti ed esibendosi in piccoli spettacoli.
Alla scuola superiore di cinematografia VGIK Inna si distinse tra le migliori allieve così da venire scelta per un ruolo importante per il film La giovane guardia (Молодая гвардия) diretto da Sergej Gerasimov.
Durante gli stessi studi conobbe Sergej Fëdorovič Bondarčuk, poi regista di successo, con il quale ebbe una figlia, Natal'ja Bondarčuk, anche lei attrice e poi regista.
Dopo il primo grande successo che le valse il Premio Stalin, intraprese una brillante carriera cinematografica e, durante le riprese di Dorogoj moj čelovek nel 1958, divorziò dal marito.
Successivamente sostenne anche parti in commedie di successo fino a diradare le sue partecipazioni a partire dagli anni '80, mentre negli anni 2000 tornò a recitare soprattutto in serie televisive.
Morta a 94 anni, nel 2020, è stata quindi seppellita nel cimitero Troekurovskoe di Mosca, dove nel 2021 è stato eretto un monumento in suo onore.

## Filmografia
- Questo accadde nel Donbass (Это было в Донбассе), regia di Leonid Lukov (1945)
- La giovane guardia (Молодая гвардия), regia di Sergej Gerasimov (1948)
- Selskij vrač ( Сельский врач), regia di Sergej Gerasimov (1952)
- Il ritorno di Vasili Bortnikov (Возвращение Василия Бортникова), regia di Vsevolod Illarionovič Pudovkin (1953)
- Delo Rumanceva (Дело Румянцева), regia di Iosif Efimovič Chejfic (1956)
- Dimitrogradtsky (Димитровградцы), regia di Nikola Korabov, Dučo Mundrov (1956)
- Vysota (Высота), regia di Aleksandr Zarchi (1957)
- Dorogoj moj čelovek (Дорогой мой человек), regia di Iosif Efimovič Chejfic (1958)
- Naš korrespondent (Наш корреспондент), regia di Anatolij Granik (1959)
- Devčata (Девчата), regia di Jurij Čuljukin (1962)
- Bratja Komarovy (Братья Комаровы), regia di Anatoli Vechotko (1962)
- Bolšaja ruda (Большая руда), regia di Vasilij Ordynskij (1964)
- Ženit'ba Bal'zaminova (Женитьба Бальзаминова), regia di Konstantin Voinov (1964)
- Palata (Палата), regia di Georgij Natanson (1965)
- Oni ne projdut (Они не пройдут), regia di Siegfried Kühn (1965)
- Chiisai tôbôsha (Маленький беглец), regia di Eduard Bočarov, Teinosuke Kinugasa (1966)
- Ženščiny (Женщины), regia di Pavel Grigor'evič Ljubimov (1966)
- Noven'kaja (Новенькая), regia di Pavel Grigor'evič Ljubimov (1968)
- Urok literatury (Урок литературы), regia di Aleksej Aleksandrovič Korenev (1968)
- Prestuplenie i nakazanie (Преступление и наказание), regia di Lev Kulidžanov (1970)
- Ljubov' Jarovaja (Любовь Яровая), regia di Vladimir Fetin (1970)
- Russkoe pole (Русское поле), regia di Nikolaj Ivanovič Moskalenko (1971)
- Neispravimyj lgun (Неисправимый лгун), regia di Villen Abramovič Azarov (1973)
- Eščё ne večer (Ещё не вечер), regia di Nikolaj Vasil'evič Rozancev (1974)
- Pošechonskaja starina (Пошехонская старина), regia di Natal'ja Bondarčuk e Nikolaj Burljaev (1975)
- Bezotvetnaja ljubov (Безответная любовь), regia di Andrej Maljukov (1979)
- Kontrol'naja no special'notsti (Контрольная по специальности), regia di Boris Šadurskij (1982)
- Živaja raduga (Живая радуга), regia di Natal'ja Bondarčuk (1982)
- Detstvo Bembi (Детство Бемби), regia di Natal'ja Bondarčuk (1985)
- Lermontov (Лермонтов), regia di Nikolaj Burljaev (1986)
- Junost' Bembi (Юность Бемби), regia di Natal'ja Bondarčuk (1987)
- Ssuda na brak (Ссуда на брак), regia di Konstantin Voinov (1988)
- Bolšaja ljubov (Большая любовь), regia di Dmitrij Fiks (2006)
- Tajna Snežnoj Korolev' (Тайна Снежной Королевы), regia di Natal'ja Bondarčuk (2006)

## Riconoscimenti
- Premio Stalin 1949
- Artista del popolo della RSFSR nel 1971
- Artista del popolo dell'Unione Sovietica nel 1985
- Ordine dell'Amicizia nel 2002[3]
- Ordine della Bandiera rossa del lavoro
- Ordine al merito per la Patria nel 2006